# Dos mil dólares por Coyote
Dos mil dólares por Coyote, también conocida como Django cacciatore di taglie, es un spaghetti western de 1966 dirigido por León Klimovsky y protagonizado por Simón Andreu, Perla Cristal y James Philbrook.

## Argumento
Sam Foster (James Philbrook), un cazarrecompensas, está en la banda de unos forajidos que han persuadido al joven Jimmy (Julio Pérez Tabernero) para robar un banco. Cuando llegan a México, Sam tiene que convencer a Jimmy para que se vuelva contra los forajidos y recupere el botín.

## Reparto
- James Philbrook como Sam Foster.
- Nuria Torray como Mary Patterson.
- Perla Cristal como Rita.
- Vidal Molina como Sonora.
- Alfonso Rojas como el sheriff.
- Guillermo Méndez como Lester.
- Rafael Vaquero como el hombre de Sonora.
- José Luis Lluch como Ricardo.
- Antonio Moreno como Jeremy.
- Lola Lemos como la hermana de Jeremy.
- Rafael F. Rosas como Charlie Foster.
- José Sancho como el ayudante del sheriff.
- José Miguel Ariza.
- Julio Pérez Tabernero como Jimmy Patterson.
- Aldo Berti.
- Rafael Luis Calvo.
- Jonathan Daly.